# 進擊之路
進擊之路，為2016年台灣紀錄片，紀錄臺灣四件社會事件全國關廠工人連線抗爭歷史、洪仲丘事件、太陽花運動和鄭性澤案，臺北市紀錄片從業人員職業工會監製，蘇哲賢執導。

## 電影歌曲

### 主題曲
主題曲〈進擊之路〉，是國蛋、楊大正為電影所創作演唱的單曲。

### 電影原聲帶
音樂曲目：
01 進擊之路 Fight ofor Justice
02 柏林啟示 Revelation in Berlin
03 南國氣旋 Whirlwind of the South
04 工業浪潮 Wave of Industrialisation
05 關廠工人之歌 Lost Voices
06 陸軍下士之死 Pledge of Death
07 平庸的邪惡 Evil of the Ordinary
08 反抗者之聲 Have You Heard Us?
09 人民的意志 Where Determination Takes Us?
10 辯護人的行動 Defender's Battle
11 自己的國家自己來救 On Our Own
12 戒嚴的遺緒 Legacy of the Martial Law
13 站出來 Stand Up
14 繼續前行 Charge Forward

## 外部連結
- 進擊之路的Facebook專頁
- Yahoo奇摩電影上《進擊之路》的資料（繁體中文）
- 開眼電影網上《進擊之路》的資料（繁體中文）
- 豆瓣电影上《進擊之路》的資料 （简体中文）